# Mar de Ajó
Mar de Ajó – miasto w Argentynie, położone we wschodniej części prowincji Buenos Aires.

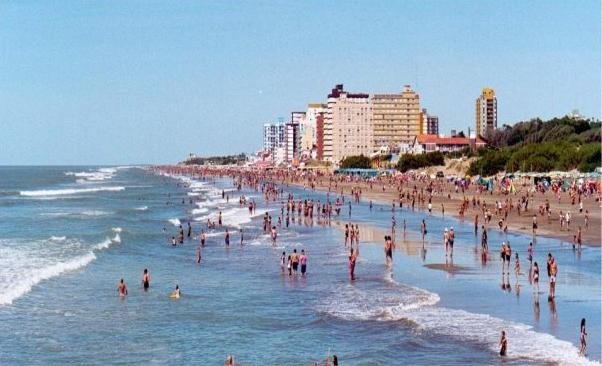
Plaża w Mar de Ajó

## Opis
Miejscowość została założona 21 grudnia 1935 roku. Obecnie Mar de Ajó jest miejscowością turystyczną, położoną nad Atlantykiem. W odległości 360 km od miasta, znajduje się aglomeracja i stolica kraju Buenos Aires. Przez miasto przebiega droga krajowa RP11.

## Atrakcje turystyczne
- Puerto Macala[1]. - plaża
- Casino[2]. - kasyno
- Pesca embarcado[3]. - łowienie ryb